# Nachtjagdgeschwader 1
Das Nachtjagdgeschwader 1 war ein Geschwader der Luftwaffe im Zweiten Weltkrieg, das primär für die Nachtjagd aufgestellt und eingesetzt wurde.

## Geschichte

### Aufstellung und Umgliederungen
Das Nachtjagdgeschwader 1 war, entsprechend seiner Nummerierung, das erste aufgestellte Nachtjagdgeschwader der Luftwaffe. Die Aufstellung erfolgte am 26. Juni 1940 mit dem Stab und den Gruppen I bis III. Die I. Gruppe entstand dabei durch Umbenennung der I. Gruppe des Zerstörergeschwaders 1. Die II. Gruppe wurde komplett neu aufgestellt. Die III. Gruppe des Geschwaders entstand durch Umbenennung der IV. Gruppe des Jagdgeschwaders 2. Der Stab lag zunächst in Arnheim, später Deelen, die Gruppen wurden in Mönchengladbach, Schiphol und Düsseldorf aufgestellt. Das Geschwader war anfangs geschlossen mit Maschinen vom Typ Messerschmitt Bf 110 ausgerüstet. Noch im Sommer 1940 musste das NJG 1 seine II. Gruppe zur Aufstellung des Nachtjagdgeschwaders 2 abgeben. Dafür erhielt das NJG 1 Ersatz durch die I. Gruppe des Zerstörergeschwaders 76. Im Winter 1942/1943 wurde das Geschwader durch die Aufstellung einer IV. Gruppe verstärkt, die durch Umbenennung der II. Gruppe aus dem NJG 2 hervorging. Die Geschwaderkennung war G9.

### Einsatz
Von 1940 bis 1944 oblag dem Geschwader die Luftabwehr in den Niederlanden sowie am Niederrhein. Unterstellt war das Geschwader dabei der Luftflotte 2, später der 1. Jagddivision bzw. der 3. Jagddivision des XII. Fliegerkorps. Dieses war dem Luftwaffenbefehlshaber Mitte, ab 1944 umbenannt in Luftflotte Reich, unterstellt. Das Geschwader war im Februar 1942 am Unternehmen Cerberus beteiligt gewesen. Die am längsten genutzten Flugplätze der vier Gruppen bis 1944 waren Venlo, St. Trond, Rheine und Leeuwarden. Ende 1944 wurde das komplette Geschwader dann für die Reichsluftverteidigung nach Deutschland verlegt. Im Frühjahr 1945 lag die I. Gruppe in Westerland auf Sylt. Die II. Gruppe in Völkenrode. Die III. Gruppe hingegen lag zunächst in Störmede, später Neumünster. Am 30. März 1945 wurde das Geschwader auf den Stab und nur noch vier Staffeln (1, 4, 7 und 10) reduziert. Dierich spricht in seiner Publikation von einer Reduzierung auf eine erweiterte selbstständige Staffel je Gruppe.

### Letzte Gliederung
Die letzte Gliederung des NJG 1 datiert von Anfang Mai 1945. Allerdings gibt die Publikation von Werner Girbig nur die Familiennamen der Gruppenkommandeure an. Demnach ergibt sich folgende Struktur:
| Gruppe      | Dienstgrad | Name            | Flugzeugtyp          |
| ----------- | ---------- | --------------- | -------------------- |
| I. Gruppe   | Hauptmann  | Werner Baake    | Heinkel He 219       |
| II. Gruppe  | Hauptmann  | Breves          | Messerschmitt Bf 110 |
| III. Gruppe | Major      | Martin Drewes   | Messerschmitt Bf 110 |
| IV. Gruppe  | Hauptmann  | Hermann Greiner | Messerschmitt Bf 110 |

## Geschwaderkommodore

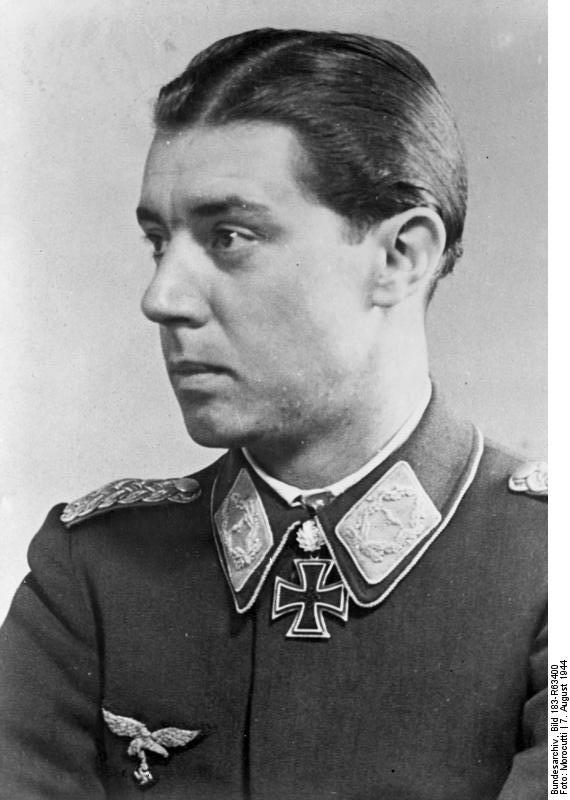
Jabs im August 1944

Zwischen 1940 und 1945 wurde das Geschwader von drei Kommodores geführt:
| Dienstgrad     | Name              | Datum                             |
| -------------- | ----------------- | --------------------------------- |
| Oberst         | Wolfgang Falck    | 26. Juni 1940 bis 30. Juni 1943   |
| Oberst         | Werner Streib     | 1. Juli 1943 bis 28. Februar 1944 |
| Oberstleutnant | Hans-Joachim Jabs | März 1944 bis Kriegsende          |

### Gruppenkommandeure

#### I. Gruppe
- Hauptmann Günther Radusch, 1. Juli 1940
- Major Werner Streib, 18. Oktober 1940
- Hauptmann Hans-Dieter Frank, 1. Juli 1943
- Hauptmann Manfred Meurer, 28. September 1943
- Major Paul Förster, Januar 1944
- Hauptmann Werner Baake, 2. Oktober 1944

#### II. Gruppe
- Hauptmann Conrad von Bothmer, 22. Juni 1940
- Hauptmann Karl-Heinrich Heyse, 1. Juli 1940
- Hauptmann Graf Heinrich von Stillfried-Rattonitz, 7. September 1940
- Major Walter Ehle, 6. Oktober 1940
- Major Eckart-Wilhelm von Bonin, 18. November 1943
- Hauptmann Adolf Breves, 26. Oktober 1944

#### III. Gruppe
- Hauptmann Conrad von Bothmer, 1. Juli 1940
- Oberleutnant Schön, 1. November 1940
- Major von Graeve, 8. Februar 1941
- Hauptmann Wolfgang Thimmig, 6. Juni 1942
- Major Egmont Prinz zur Lippe-Weißenfeld, 1. Juni 1943
- Major Martin Drewes, 1. März 1944

#### IV. Gruppe
- Major Helmut Lent, 1. Oktober 1942
- Hauptmann Hans-Joachim Jabs, 1. August 1943
- Major Heinz-Wolfgang Schnaufer, 1. März 1944
- Hauptmann Hermann Greiner, 1. November 1944

## Bekannte Geschwaderangehörige
- Hans Guido Mutke (1921–2004), war ein Verkehrspilot, Arzt in der Luftfahrtmedizin sowie Gynäkologe
- Walter Scheel (1919–2016), Politiker der FDP und der vierte Bundespräsident der Bundesrepublik Deutschland
- Werner Streib (1911–1986), war 1966 als Brigadegeneral „Inspizient Fliegende Verbände“ der Luftwaffe der Bundeswehr